# Pickering (Missouri)
Pickering és una població dels Estats Units a l'estat de Missouri. Segons el cens del 2000 tenia 154 habitants.

## Demografia
Segons el cens del 2000, Pickering tenia 154 habitants, 71 habitatges, i 47 famílies. La densitat de població era de 330,3 habitants per km².
Dels 71 habitatges en un 25,4% hi vivien nens de menys de 18 anys, en un 59,2% hi vivien parelles casades, en un 2,8% dones solteres, i en un 33,8% no eren unitats familiars. En el 29,6% dels habitatges hi vivien persones soles l'11,3% de les quals corresponia a persones de 65 anys o més que vivien soles. El nombre mitjà de persones vivint en cada habitatge era de 2,17 i el nombre mitjà de persones que vivien en cada família era de 2,66.
Per edats la població es repartia de la següent manera: un 18,2% tenia menys de 18 anys, un 12,3% entre 18 i 24, un 29,2% entre 25 i 44, un 18,2% de 45 a 60 i un 22,1% 65 anys o més.
L'edat mediana era de 40 anys. Per cada 100 dones de 18 o més anys hi havia 103,2 homes.
La renda mediana per habitatge era de 29.167 $ i la renda mediana per família de 42.917 $. Els homes tenien una renda mediana de 29.167 $ mentre que les dones 26.875 $. La renda per capita de la població era de 16.125 $. Entorn del 9,3% de les famílies i el 14,1% de la població estaven per davall del llindar de pobresa.

## Poblacions més properes
El següent diagrama mostra les poblacions més properes.